# Escala (medidas)

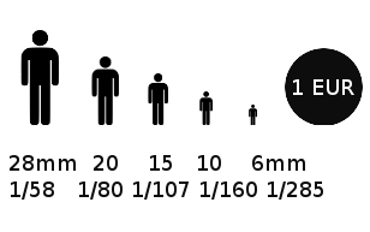
Exemplo de escala comparativa de ícones representando um ser humano de estatura média com moeda de um Euro.

Uma escala é a razão constante entre qualquer grandeza física e/ou química que de forma qualitativa ou quantitativa, permite uma comparação.
No caso de um desenho ou mapa, a escala é a razão constante entre medidas de comprimento do que foi desenhado e o objeto real que está sendo representado, sempre tomadas na mesma unidade.
- Escala = medida de comprimento no desenho / medida de comprimento no objeto real[1]

Seguindo essa lógica, uma escala num projeto de engenharia pode ser lida da seguinte forma:
"um centímetro  para um metro", ou 1:100 ou ainda 1/100
E uma barra de escala geralmente consta do desenho.

## Escalas diversas
- Escala de Beaufort de intensidade de ventos
- Escala de Fujita de intensidade de tornados
- Escala de Glasgow de intensidade de um estado comatoso
- Escala de Mercalli de intensidade sísmica
- Escala de Mohs de dureza dos materiais
- Escala de Monoyer para testes optométricos
- Escala de Pauling de electronegatividade
- Escala de Richter de magnitude sísmica
- Escala de tempo geológico

## Escalas detemperatura
- Celsius
- Delisle
- Fahrenheit
- Layden
- Kelvin
- Réaumur
- Rankine